# Rhopalomyia producticeps
Rhopalomyia producticeps är en tvåvingeart som beskrevs av Jean-Jacques Kieffer 1912. Rhopalomyia producticeps ingår i släktet Rhopalomyia och familjen gallmyggor. Inga underarter finns listade i Catalogue of Life.